# 蒂姆·韦于吕宁
蒂姆·韦于吕宁（芬蘭語：Tim Väyrynen，1993年3月30日—）是一位芬蘭足球運動員。在場上的位置是前鋒。他現在效力於德國足球西部地區聯賽球隊科隆勝利足球俱樂部。他也代表芬蘭國家足球隊參賽。